# Dree Hemingway

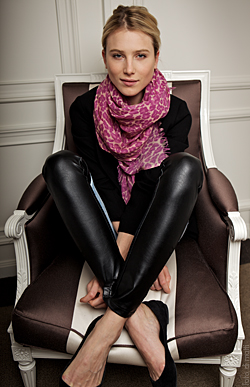
Dree Hemingway (2009)

Dree Hemingway (* 4. Dezember 1987 in Sun Valley, Idaho als Dree Louise Crisman) ist eine US-amerikanische Schauspielerin und Model.

## Leben
Dree Hemingway ist die Tochter der Schauspielerin Mariel Hemingway und des Dokumentarfilmers Stephen Crisman. Der Schriftsteller Ernest Hemingway ist ihr Urgroßvater. Nachdem sie eine Ballettausbildung absolviert hatte, arbeitete sie als Model unter anderem für Givenchy, Chanel und Lanvin. Nach mehreren kleineren Rollen in Filmen und Fernsehserien spielte sie 2012 in Sean Bakers Film Starlet die Hauptrolle der Pornodarstellerin Jane, die sich mit der alten Witwe Sadie anfreundet.
Dree Hemingway war das Playmate des Monats März 2016 der US-amerikanischen Ausgabe des Herrenmagazins Playboy.

## Filmografie (Auswahl)
- 2011: The Truth About Angels
- 2011: Du wirst schon noch sehen, wozu es gut ist (Someday This Pain Will Be Useful to You)
- 2012: Starlet
- 2014: Gefühlt Mitte Zwanzig (While We’re Young)
- 2016: Live Cargo
- 2017: It Happened in L.A.
- 2017: Fatal Crossing
- 2018: The Unicorn
- 2018: Wanderland
- 2018: In a Relationship
- 2019: Run with the Hunted
- 2022: Emily Kinney
- 2023: The Kill Room